# Матьё, Мирей
Мире́й Матьё (фр. Mireille Mathieu; род. 22 июля 1946, Авиньон) — французская певица, записи которой были проданы в количестве 133 миллионов альбомов и более 55 миллионов синглов по всему миру. Широкую известность получила в 1970 году после исполнения песни «Pardonne-moi ce caprice d'enfant», на долгие годы ставшей «визитной карточкой» исполнительницы.

## Биография

### Детство
Мирей Матьё родилась 22 июля 1946 года в Авиньоне, в семье потомственного каменотёса Роже Матьё (род. 1920 в Авиньоне — ум. в 1985) и его жены Марсель-Софи Пуарье (род. 12 декабря 1921 в Дюнкерке — ум. 20 марта 2016), где была старшей из четырнадцати детей в семье. Семья жила бедно, в холодном бараке; только после рождения восьмого ребёнка они получили четырёхкомнатную квартиру в муниципальном доме. «Мне страшно повезло — я родилась настолько пронзительно бедной, что мне не оставалось в жизни ничего иного, как научиться много и хорошо работать», — говорила позднее Матьё.
В школе Мирей была абсолютной двоечницей, но связано это было с отношением к ней первой учительницы. Дело в том, что девочка от рождения была левшой, а учительница требовала, чтобы она писала правой рукой; когда Мирей пыталась писать левой, учительница била её по руке линейкой. В результате Мирей стала запинаться при чтении, и учительница решила пересадить её на последнюю парту. После этого Мирей вообще перестала слушать учительницу. Несмотря на то, что в следующем классе у неё появился другой преподаватель, переживания начального школьного периода сильно отразились на Мирей, и в 13 лет она бросила школу и ушла работать на фабрику по изготовлению конвертов.
Когда Мирей было 15 лет, семья перебралась жить в четырёхкомнатную квартиру, которая субсидировалась правительством. Мирей с раннего детства любила петь и во многом была обязана этим своему отцу, имевшему голос оперного певца. Вот что она пишет в своих воспоминаниях: «Он пел дома, пел в мастерской, и, слушая его, я застывала, словно зачарованная. Как только раздавалось папино пение, я вторила ему, точно канарейка. Это приводило его в восторг, и в конце концов он объявил, что в этом году я непременно буду участвовать в праздничном песнопении». Она пела в церковном хоре, пела в дуэте со своим отцом, страстно любившим оперу. В шестнадцатилетнем возрасте она приняла участие в городском конкурсе и заняла второе место. В 1965 году она повторно участвовала в этом конкурсе и в этот раз сумела победить, после чего мэрия Авиньона послала её в Париж для участия в телешоу «Игра фортуны» на канале «Теле-Диманш».

Моя жизнь напоминает небо над Авиньоном. Какие бы ни нависали тёмные тучи, они вскоре расходятся, и снова светит солнце… Но неожиданно откуда-то налетает гроза, бешеная гроза. Однако сильный порыв буйного мистраля прогоняет её прочь. И так всё время!— Мирей Матьё. «Моя судьба»

### Начало музыкальной карьеры
21 ноября 1965 года Мирей Матьё впервые появилась перед французскими телезрителями, исполнив песню «Jezebel». Её выступление вызвало фурор. Многим казалось, что на сцене вновь выступает Эдит Пиаф, — так похож был голос Мирей на голос певицы, ушедшей из жизни всего за два года до этого выступления. На следующий день известный продюсер Джонни Старк подписал контракт с её отцом.
C этого дня для Мирей началась работа профессиональной певицы. Её учили всему, что составляет ремесло певца: вокалу, нотной грамоте, умению держаться на сцене, правильной речи, этикету и многому другому, чему Мирей не могла научиться в детстве.
Накануне Рождества 1966 года Мирей выступила на сцене престижнейшего концертного зала Франции — «Олимпия». На её премьере присутствовали многие звёзды французской эстрады. После выступления Мирей зрителям раздали листочки с вопросами:
1. Понравилась ли вам Мирей Матьё?
2. Мешает ли вам её сходство с Пиаф?
3. Присутствовали вы когда-нибудь на каком-либо гала-концерте Пиаф?

Многим зрителям Мирей понравилась, но при этом отмечалось её сходство с Эдит Пиаф. Поэтому Джонни Старк запретил ей слушать записи Пиаф и пытаться подражать ей, объяснив, что в этом случае Мирей Матьё станет лишь бледной тенью великой певицы. В подтверждение этого он показал ей газеты, в которых утверждалось то же самое. С этого момента Мирей и её продюсер начали искать её уникальный стиль.
Вскоре состоялась встреча Мирей с патриархом французского шансона Морисом Шевалье, который приветствовал её словами:
— Вот вы какая, милая малышка! И заметьте, я не добавлю «Пиаф». Потому что между вами обеими большая разница. Малышка Пиаф шла по теневой стороне жизни, а вы, Мирей, пойдёте по солнечной стороне.
Этой фразой он определил её дальнейший путь.
Первый же диск Матьё с песней Mon credo композитора Поля Мориа за полгода разошёлся во Франции тиражом в миллион экземпляров.

### Работа над собой
В начале карьеры у Мирей Матьё был очень сильный южный авиньонский акцент, к тому же она часто путала звуки «б» и «п», глотала слова, не знала нот. Не умела двигаться по сцене, а, по словам менеджера Джонни Старка, смеялась «как гренадер». Впервые увидев чёрную икру, она назвала её «чечевицей, пахнущей рыбой». Чтобы улучшить свою дикцию, Мирей начала брать уроки по изучению языка, занималась дыхательной гимнастикой, тренировала походку на каблуках, обучалась правилам поведения в высшем обществе, изучала иностранные языки. Английский язык давался ей особенно нелегко, бо́льших успехов удалось добиться в немецком. Полностью искоренить свой акцент Мирей так и не смогла. Впоследствии она поведает об этом зрителям в песне J’ai gardé l’accent («Я сохранила акцент»). Спустя годы Старк утверждал, что неслыханный успех Мирей вряд ли был чудом — просто она любила и умела работать.

### Юбилейные концерты
В ноябре 2005 года Мирей Матьё дала в парижском зале «Олимпия» серию концертов, посвящённых 40-летию творческой деятельности, которые назвала «40 лет любви и вдохновения», прошедшие с успехом. На основе этих концертов была подготовлена видеопрограмма и вышел в свет первый DVD певицы.
В октябре 2014 года на сцене «Олимпии» Мирей Матьё тремя концертами, прошедшими при аншлаге, отметила 50-летие с того дня, когда она, победила на конкурсе «Песни нашего квартала» и получила возможность представить свой родной город в столице Франции на телевизионной программе «Теле-диманш».
После концертов в Олимпии певица запланировала свои выступления в ряде французских и европейских городов.

### Международный успех

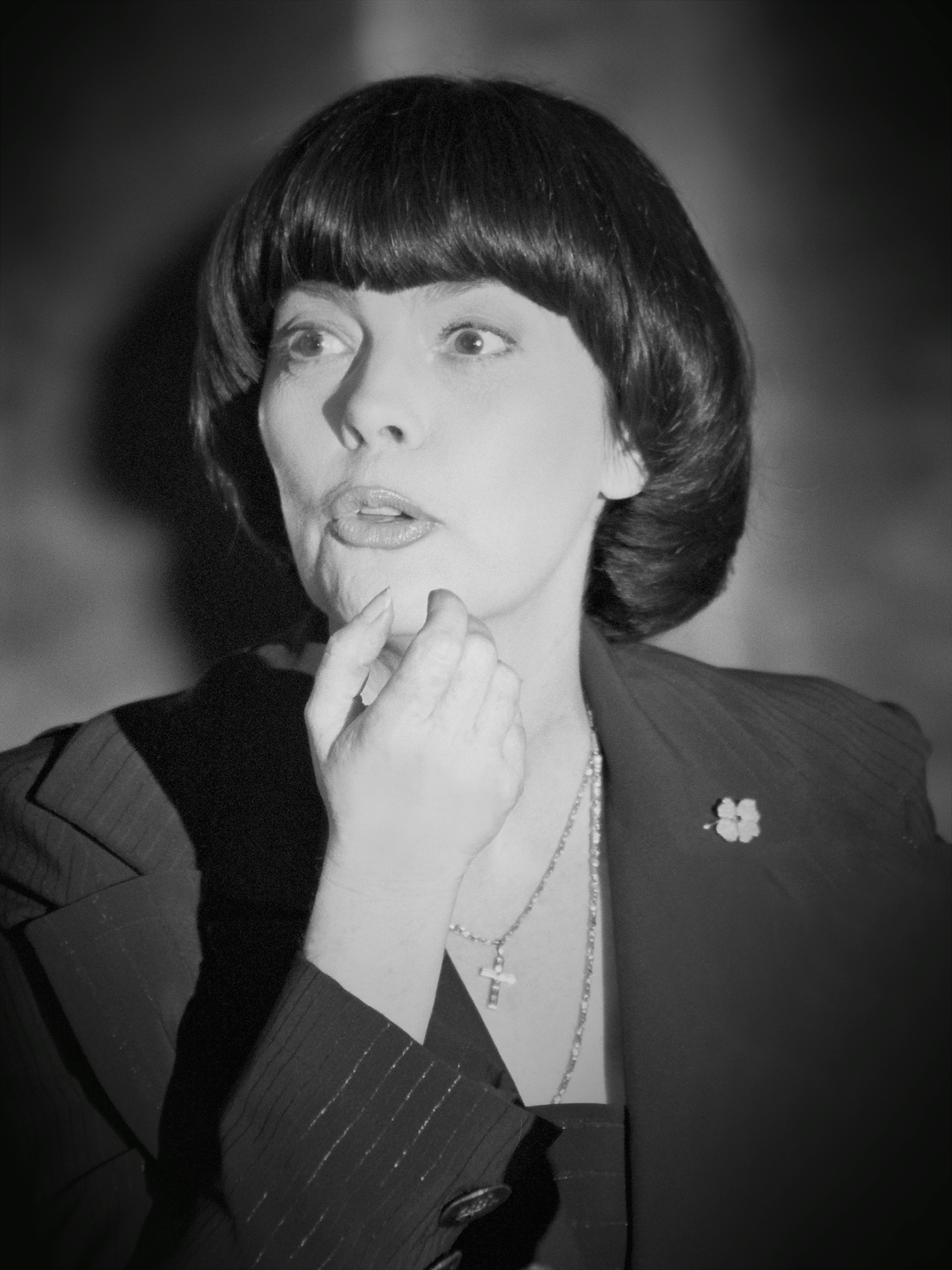
Мирей Матье в Москве, 1997 год. Фото Анастасии Федоренко

Мирей Матьё стала «послом французской песни». Мирей Матьё продала 133 млн альбомов и более 55 миллионов синглов по всему миру на общую сумму около 190 млн долларов и имеет репертуар, состоящий более чем из 1000 песен на французском, немецком, английском, итальянском, испанском, провансальском, каталанском, японском, китайском, русском и финском языках.
С начала 1970-х годов Матьё совсем не выступала во Франции, вернувшись на сцену «Олимпии» лишь в конце 1985 года; следующие большие концерты певицы состоялись пять лет спустя во Дворце конгрессов по приглашению президента страны Франсуа Миттерана. В 1990-х вышли альбом-посвящение Эдит Пиаф (1993) и «Vous lui direz…» (1996).
В её репертуаре присутствовали как песни известных французских авторов — Пьера Деланоэ, Шарля Азнавура, Клода Лемеля, Рево, Патрисии Карли — так и мировые хиты.
В 1978 году Мирей Матьё была избрана прототипом национального символа Франции — Марианны.
В 1989 году на праздновании 100-летия Эйфелевой башни Матьё спела гимн Франции — Марсельезу — в сопровождении оркестра Республиканской гвардии и хора французской армии. Это исполнение транслировалось по телевидению многих стран.
Летом 1967 года Матьё впервые в составе французского мюзик-холла выступила в СССР. Впоследствии она выступила в СССР в 1976 году в гала-концерте на сцене Большого театра в рамках Недели телевидения Франции в СССР, а также в июне 1987 года: двадцать аншлаговых концертов в Москве в спорткомплексе «Олимпийский» и в Ленинграде в СКК имени Ленина. Неоднократно приезжала в Россию, уже после распада СССР.

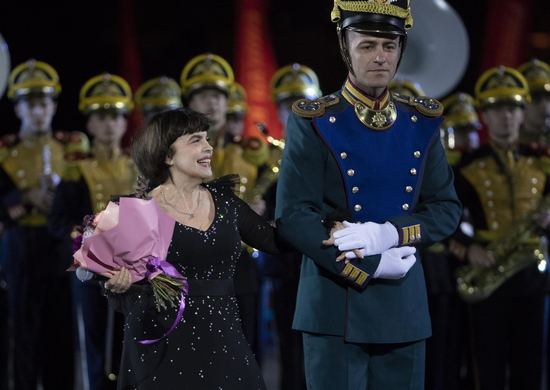
Выступление на Международном фестивале «Спасская башня», 1 сентября 2019 года

C 2009 года Мирей Матьё — главная приглашённая «звезда» Международного Фестиваля военных оркестров «Спасская башня», проводимого на Красной площади в Москве.

## Личная жизнь
Матьё никогда не была замужем и детей у неё нет.
Матьё предпочитает не афишировать свою личную жизнь и отвечает так: «Любовь — это самое прекрасное чувство на Земле. Я думаю, без любви нельзя жить. Для того, чтобы любить кого-то, необязательно вступать в брак. Что касается моей личной жизни — я о ней не рассказываю».

## Общественно-политические взгляды

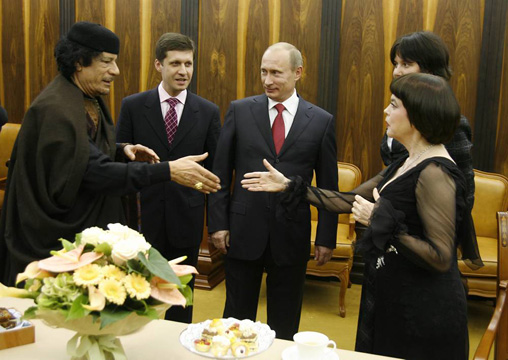
С Владимиром Путиным и Муаммаром Каддафи, 1 ноября 2008 года

В интервью для передачи «Ночной полёт» в 2002 году Мирей Матьё отметила, что не интересуется политикой, а свои политические взгляды охарактеризовала как приверженные де Голлю (то есть правого направления).
В мае 2007 года после победы во Франции на выборах Николя Саркози (с которым она была знакома ещё со времён его поста мэра Нёйи-сюр-Сен) Мирей Матьё исполнила «Марсельезу» на площади Бастилии, что вызвало неодобрительные отзывы французской оппозиции.
1 ноября 2008 года на концерте Мирей Матьё в Государственном Кремлёвском дворце во время антракта Владимир Путин пригласил её к себе на чаепитие, где представил Муаммару Каддафи. Для обеих сторон встреча стала полной неожиданностью. Ливийский лидер даже поинтересовался у российского коллеги, кто эта женщина.
В 2019 году сообщалось, что певица входила в состав Общественного совета при Следственном комитете Российской Федерации.
30 сентября 2022 года СМИ сообщили, что Мирей Матьё собирается отправиться в концертный тур после двух лет без выступлений из-за пандемии Covid-19. В этом туре она посетит несколько стран Восточной Европы, однако, кроме России. На вопрос журналистов, почему не в Россию, она объясняет: «Я могу сказать, что я против войны, вот и всё».

## Благотворительность
Мирей Матьё известна и своей благотворительной деятельностью. Она постоянно посещает детские дома, общается с детьми, даёт им концерты, занимается с одарёнными. И содержит несколько небольших приютов для детей-инвалидов. Неизменно к праздникам Рождества и Пасхи она посылает подарки в десятки, если не в сотни детских домов. «Своего ребёнка у меня нет, но множество детей нуждаются в моей заботе…»

## Награды
- Дважды награждена орденом Почётного легиона:
  - звание кавалера ордена Почётного легиона присвоено президентом Жаком Шираком в конце 1999 года[12].
  - звание офицера ордена Почётного легиона присвоено Николя Саркози 26 января 2011 года[13].
- 4 ноября 2010 года Президентом России Д. А. Медведевым награждена орденом Дружбы за большой вклад в развитие культурных связей с Российской Федерацией, сохранение и популяризацию русского языка и русской культуры за рубежом[14][15].
- В сентябре 2010 года глава СКП РФ Александр Бастрыкин наградил певицу ведомственной медалью «Доблесть и отвага»[16][17].

## Творчество

### Песни
На немецком языке
| Год  | Название                                     | Авторы музыки                               | Авторы текста                          |
| ---- | -------------------------------------------- | ------------------------------------------- | -------------------------------------- |
| 2013 | Wenn Mein Lied Deine Seele Küsst             | Dietmar Kawohl                              | Peter Bischof,Mats Björklund           |
| 2013 | Was Mein Verstand Nicht Sagen Will           | Dietmar Kawohl                              | Udo Brinkmann                          |
| 2013 | Etwas Licht                                  | Mireille Mathieu                            | Udo Brinkmann                          |
| 2013 | Ich Schenke Dir Venedig                      | Dietmar Kawohl                              | Maya Singh                             |
| 2013 | Endlich Bin Ich Stark Genug                  | Dietmar Kawohl                              | Peter Bischof, Johan Daansen           |
| 2013 | Ich Hab Meinen Platz Gefunden                | Christoph Leis-Bendorff, Rudolf Müssig      | Christoph Leis-Bendorff, Rudolf Müssig |
| 2013 | Santa Maria [Version 2013]                   | Christian Bruhn                             | Günther Behrle                         |
| 2013 | Hinter Den Kulissen Von Paris [Version 2013] | Christian Bruhn                             | Georg Buschor                          |
| 2013 | Es Geht Mir Gut, Chéri [Version 2013]        | Christian Bruhn                             | Georg Buschor                          |
| 2013 | Der Zar Und Das Mädchen [Version 2013]       | Christian Bruhn Verwendung einer Volksweise | Georg Buschor                          |
| 2013 | Walzer Der Liebe [Version 2013]              | народная. Адаптация: Christian Bruhn        | Robert Jung                            |
| 2013 | Tarata-Ting, Tarata-Tong [Version 2013]      | Christian Bruhn                             | Georg Buschor                          |
| 2013 | La Paloma Ade [Version 2013]                 | народна. Адаптация: Christian Bruhn         | Georg Buschor                          |
| 2013 | Gott Im Himmel [Version 2013]                | Christoph Leis-Bendorff, Rudolf Müssig      | Christoph Leis-Bendorff, Rudolf Müssig |

На французском языке
| Год  | Название                      | Авторы музыки                                      | Авторы текста                                      |
| ---- | ----------------------------- | -------------------------------------------------- | -------------------------------------------------- |
| 1966 | Mon Credo                     | Paul Mauriat                                       | André Pascal                                       |
| 1966 | Celui Que J’Aime              | Charles Aznavour                                   | Charles Aznavour                                   |
| 1966 | Est-Ce Que Tu M’Aimeras?      | Bob Du Pac                                         | Jean-Loup Chauby                                   |
| 1966 | Le Funambule                  | Jacques Plante                                     | Jacques Plante                                     |
| 1966 | Et Merci Quand Même           | Bernard Kesslair                                   | Jacques Chaumelle                                  |
| 1966 | Dans Ma Rue                   | Paul Mauriat                                       | André Pascal                                       |
| 1966 | Un Homme Et Une Femme         | Francis Lai                                        | Pierre Barouh                                      |
| 1966 | Ne Parlez Plus                | Jil Et Jan                                         | Jil Et Jan                                         |
| 1966 | C’est Ton Nom                 | Francis Lai                                        | Françoise Dorin                                    |
| 1966 | Ils S’Embrassaient            | Guy Magenta                                        | Serge Lebrail                                      |
| 1966 | Qu’Elle Est Belle             | Eddie Snyder, Franck Gérald                        | Pierre Delanoë, Richard Ahlert                     |
| 1966 | Messieurs Les Musiciens       | Guy Magenta                                        | Pierre Delanoë                                     |
| 1966 | Pourquoi Mon Amour            | Paul Mauriat                                       | André Pascal                                       |
| 1966 | Qu’Elle Est Belle             | Eddie Snyder, Pierre Delanoë, Richard Ahlert       | Eddie Snyder, Pierre Delanoë, Richard Ahlert       |
| 1966 | Mr. Jack Hobson               | Jil Et Jan                                         | Jil Et Jan                                         |
| 1966 | Le Funambule                  | Jacques Plante                                     | Jacques Plante                                     |
| 1966 | Je Suis La                    | Philippe-Gérard, Арно Бабаджанян                   | Franck Gérald, Евгений Евтушенко                   |
| 1966 | Quelque Chose De Merveilleux  | Claude Delécluse, François Rauber, Michelle Senlis | Claude Delécluse, François Rauber, Michelle Senlis |
| 1966 | Je Veux                       | Jacques Plante, Jeff Davis                         | Jeff Davis                                         |
| 1966 | Ce Soir Ils Vont S’aimer      | Christian Gaubert                                  | Pierre André Dousset                               |
| 1966 | Paris En Colère               | Maurice Jarre                                      | Maurice Vidalin                                    |
| 1966 | Viens Dans Ma Rue             | Paul Mauriat                                       | André Pascal                                       |
| 1966 | Alors Nous Deux               | ?                                                  | ?                                                  |
| 1966 | Soldats Sans Armes            | Maurice Jarre                                      | Maurice Vidalin                                    |
| 1967 | La Dernière Valse             | Lou Reed                                           | Hubert Ithier                                      |
| 1967 | La Vieille Barque             | Christian Sarrel                                   | André Pascal                                       |
| 1967 | Quand Fera-T-Il Jour Camarade | Paul Mauriat)                                      | Gaston Bonheur                                     |
| 1967 | En Ecoutant Mon Cœur Chanter  | Jamblan                                            | Jamblan                                            |
| 1967 | Ponts De Paris                | Georges Garvarentz                                 | J. Peigne                                          |
| 1967 | Un Monde Avec Toi             | Bert Kaempfert                                     | Charles Aznavour                                   |
| 1967 | Les Yeux De L’amour           | G. Sire                                            | Burt Bacharach                                     |
| 1967 | La Chanson De Notre Amour     | Pascal Sevran                                      | Pascal Sevran                                      |
| 1967 | Chant Olympique               | Francis Lai                                        | Pierre Barouh                                      |
| 1967 | Seuls Au Monde                | Paul Mauriat                                       | André Pascal                                       |
| 1967 | Quelqu’un Pour Toi            | Ch. Chevallier                                     | J. M. Rivat, F. Thomas                             |
| 1967 | L’amour                       | R. Mamoudy                                         | A. Gomez                                           |
| 1967 | Quand on revient              | Paul Mauriat                                       | André Pascal                                       |
| 1967 | Nous on s’aimera              | C. Bolling                                         | F. Gérald                                          |
| 1967 | Celui qui m’aimera            | Paul Mauriat                                       | Eddy Marnay                                        |
| 1975 | Ādio                          | ?                                                  | ?                                                  |

### Дискография
Репертуар певицы состоит из:
- 566 песен на французском языке,
- 273 — на немецком,
- 53 — на английском,
- 37 — на испанском,
- 15 песен — на итальянском языке.

В разделе указаны лишь альбомы с неизданным ранее материалом (официальные студийные и концертные записи).
| Год  | Название                                                          | Страна   | Примечания |
| ---- | ----------------------------------------------------------------- | -------- | --- |
| 1966 | En direct de l'Olympia                                            | Франция  | Запись концерта в зале «Олимпия», Париж                                                                                            |
| 1967 | Made in France                                                    | Франция  | Студийный альбом |
| 1968 | Le merveilleux petit monde de Mireille Mathieu chante Noël        | Франция  | Студийный рождественский альбом |
| 1969 | La première etoile                                                | Франция  | Студийный альбом |
| 1969 | Olympia                                                           | Франция  | Запись концерта в зале «Олимпия», Париж                                                                                            |
| 1970 | Mireille... Mireille                                              | Франция  | Студийный альбом |
| 1970 | Merci Mireille                                                    | Германия | Студийный альбом, первый альбом Матьё на немецком языке                                                                            |
| 1971 | Bonjour Mireille                                                  | Франция  | Студийный альбом |
| 1971 | Mireille Mathieu en concert au Canada                             | Канада   | Запись концерта в Канаде |
| 1972 | Mireille Mathieu chante Francis Lai                               | Франция  | Студийный альбом |
| 1972 | Mireille Mathieu                                                  | Франция  | Студийный альбом |
| 1972 | Meine Träume                                                      | Германия | Студийный альбом на немецком языке                                                                                                 |
| 1973 | Mireille Mathieu à l'Olympia                                      | Франция  | Запись концерта в зале «Олимпия», Париж                                                                                            |
| 1973 | L’amour et la vie                                                 | Франция  | Студийный альбом |
| 1974 | Und der Wind wird ewig singen                                     | Германия | Студийный альбом на немецком языке                                                                                                 |
| 1974 | Le vent de la nuit                                                | Франция  | Студийный альбом |
| 1974 | Mirelle Mathieu chante Ennio Morricone                            | Франция  | Студийный альбом |
| 1974 | Mireille Mathieu en concert à Byblos                              | Ливан    | Запись концерта в Ливане |
| 1975 | Apprends-moi                                                      | Франция  | Студийный альбом |
| 1975 | Rendezvous mit Mireille                                           | Германия | Студийный альбом на немецком языке                                                                                                 |
| 1975 | Wünsch Dir was – Eine musikalische Weltreise mit Mireille Mathieu | Германия | Студийный альбом на немецком языке                                                                                                 |
| 1976 | Et tu seras poète                                                 | Франция  | Студийный альбом |
| 1976 | La vie en rose                                                    | Франция  | Студийный альбом |
| 1976 | Herzlichst Mireille                                               | Германия | Студийный альбом на немецком языке                                                                                                 |
| 1976 | Und wieder wird es Weihnachtszeit                                 | Германия | Студийный рождественский альбом на немецком языке                                                                                  |
| 1977 | Sentimentalement vôtre                                            | Франция  | Студийный альбом |
| 1977 | Die schönsten deutschen Volkslieder                               | Германия | Студийный альбом на немецком языке                                                                                                 |
| 1977 | Der Rhein und Das Lied von der Elbe                               | Германия | Студийный альбом на немецком языке                                                                                                 |
| 1977 | Das neue Schlager-Album                                           | Германия | Студийный альбом на немецком языке                                                                                                 |
| 1977 | Es ist Zeit für Musik                                             | Германия | Записи с телешоу канала ZDF (на немецком,английском и французском языках; 2 пластинки)                                             |
| 1978 | Fidelement vôtre                                                  | Франция  | Студийный альбом |
| 1978 | J'ai peur d'aimer un souvenir                                     | Франция  | Студийный альбом |
| 1978 | Alle Kinder dieser Erde                                           | Германия | Студийный альбом на немецком языке                                                                                                 |
| 1979 | Mireille Mathieu Sings Paul Anka: You and Me                      | Франция  | Студийный альбом на английском языке                                                                                               |
| 1979 | Romantiquement vôtre                                              | Франция  | Студийный альбом |
| 1979 | So ein schöner Abend                                              | Германия | Студийный альбом на немецком языке                                                                                                 |
| 1980 | Un peu…beaucoup…passionnément                                     | Франция  | Студийный альбом |
| 1980 | Gefuhle                                                           | Германия | Студийный альбом на немецком языке                                                                                                 |
| 1981 | French collection                                                 | Франция  | Студийный альбом |
| 1981 | Je vous aime…                                                     | Франция  | Студийный альбом |
| 1981 | Die Liebe einer Frau                                              | Германия | Студийный альбом на немецком языке                                                                                                 |
| 1982 | A Santa Maria                                                     | Франция  | Студийный альбом |
| 1982 | Ein neuer Morgen                                                  | Германия | Студийный альбом на немецком языке                                                                                                 |
| 1982 | Bonsoir Mathieu                                                   | Германия | Записи с телешоу канала ZDF (на немецком языке)                                                                                    |
| 1983 | Je veux l'aimer                                                   | Франция  | Студийный альбом |
| 1983 | Nur für dich                                                      | Германия | Студийный альбом на немецком языке                                                                                                 |
| 1984 | Chanter                                                           | Франция  | Студийный альбом |
| 1985 | La demoiselle d'Orléans                                           | Франция  | Студийный альбом |
| 1985 | Les grandes chansons françaises                                   | Франция  | Студийный альбом |
| 1985 | Welterfolge aus Paris                                             | Германия | Студийный альбом — немецкоязычный вариант альбома «Les grandes chansons françaises»                                                |
| 1986 | Après toi                                                         | Франция  | Студийный альбом |
| 1986 | In Liebe Mireille                                                 | Германия | Студийный альбом на немецком языке                                                                                                 |
| 1987 | Rencontres de femmes                                              | Франция  | Студийный альбом |
| 1987 | Tour de L'Europe                                                  | Франция  | Записи с концертов |
| 1988 | Мирей Матьё в Москве                                              | СССР     | Запись концерта в Москве 1987 года                                                                                                 |
| 1989 | L'American                                                        | Франция  | Студийный альбом |
| 1989 | Embrujo                                                           | Испания  | Студийный альбом на испанском языке. В 1990 году вышел альбом «Himno al amor», отличающийся на 1 трек (Por tu amor вместо Caruso). |
| 1990 | Ce soir je t'ai perdu                                             | Франция  | Студийный альбом |
| 1991 | Una mujer                                                         | Испания  | Студийный альбом на испанском языке                                                                                                |
| 1991 | Mireille Mathieu                                                  | Франция  | Студийный альбом |
| 1993 | Mireille Mathieu chante Piaf                                      | Франция  | Студийный альбом |
| 1993 | Unter dem Himmel von Paris                                        | Германия | Студийный альбом — немецкоязычный вариант альбома «Mireille Mathieu chante Piaf»                                                   |
| 1995 | Vous lui direz                                                    | Франция  | Студийный альбом |
| 1996 | In meinem Traum                                                   | Германия | Студийный альбом на немецком языке                                                                                                 |
| 1999 | Alles nur ein Spiel                                               | Германия | Студийный альбом на немецком языке                                                                                                 |
| 2002 | De tes mains                                                      | Франция  | Студийный альбом |
| 2002 | Liederträume                                                      | Германия | Студийный альбом на немецком языке                                                                                                 |
| 2005 | Mireille Mathieu                                                  | Франция  | Студийный альбом |

### Фильмография
- 1967 — Журналист — камео
- 1972 — С Новым годом! — эпизодическая роль
- 2005 — Top à Mireille Matthieu — записи телешоу 1972 года
- 2006 — Mireille Mathieu à l’Olympia / Une place dans mon coeur — Coffret — запись концерта

### Книги
В 1987 году вышла автобиографическая книга Oui, je crois, изданная в 1991 году в России под названием Моя судьба (перевод с французского Я. Лесюка).

#### на французском языке
- Mireille Mathieu, Oui, je crois, mit Jacqueline Cartier, Paris, R. Laffont, 1987